# Flugunfall einer Boeing 737 der Indian Airlines bei Rampurhat
Der Flugunfall einer Boeing 737 der Indian Airlines bei Rampurhat ereignete sich am 10. Mai 1980. An diesem Tag war die Boeing 737-2A8 Adv. (VT-EDR) der Indian Airlines, mit der ein Inlandslinienflug von Bagdogra nach Kalkutta durchgeführt wurde, in schwere Turbulenzen geraten. Bei dem Zwischenfall wurden zwei Passagiere getötet und zehn Insassen verletzt.

## Flugzeug
Bei dem verunglückten Flugzeug handelte es sich um eine Boeing 737-2A8 Adv., die zum Zeitpunkt des Unfalls 4 Jahre und 8 Monate alt war. Die Maschine wurde im Werk von Boeing in Renton (Washington) montiert und absolvierte am 26. September 1975 ihren Erstflug, ehe sie am 8. Oktober 1975 neu an Indian Airlines ausgeliefert wurde. Das Flugzeug trug die Werksnummer 21163, es handelte sich um die 434. Boeing 737 aus laufender Produktion. Die Maschine wurde mit dem Luftfahrzeugkennzeichen VT-EDR zugelassen. Das zweistrahlige Schmalrumpfflugzeug war mit zwei Triebwerken des Typs Pratt & Whitney JT8D-9A ausgestattet.

## Passagiere und Besatzung
Für den Flug nach Kalkutta hatten in Bagdogra 126 erwachsene Passagiere und zwei Kinder an Bord der Maschine Platz genommen. Diese wurden von sechs Besatzungsmitgliedern begleitet. Der 46-jährige Kapitän der Maschine verfügte zum Unfallzeitpunkt über 14.779,15 Stunden Flugerfahrung.

## Flugverlauf und Unfallhergang
Mit der Maschine wurde ein Inlandslinienflug von Bagdogra nach Kalkutta durchgeführt. Als die Maschine sich über Rampurhat befand, flog sie gegen 15:30 Uhr Ortszeit in eine Wetterzone mit erheblichen Turbulenzen ein. Während die Piloten versuchten, das Gewitter zu umfliegen, wurden mehrere Insassen aus ihren Sitzen herausgeschleudert und schwer verletzt. Passagiere und Kabinenpersonal waren nicht vor der besonderen Gefährdung gewarnt worden.

## Opfer
Bei dem Zwischenfall wurden mehrere Passagiere schwer verletzt. Es waren 12 Schwerverletzte zu beklagen. Zwei erwachsene Passagiere erlagen im Krankenhaus ihren schweren Verletzungen. Acht weitere erwachsene Passagiere und zwei Besatzungsmitglieder erlitten schwere Verletzungen. Die übrigen vier Besatzungsmitglieder, 116 erwachsenen Passagiere und zwei Kinder erlitten keine oder nur leichte Verletzungen. 

## Ursache
Als Unfallursache wurde das unerwartete Einfliegen der Maschine in ein Gebiet mit schweren Turbulenzen festgestellt. Es konnte ermittelt werden, dass die Maschine sich auf einer Flugroute befunden hatte, die zwischen zwei Gewitterzellen lag. Hierzu war es gekommen, da die Besatzung nicht rechtzeitig durch die Flugsicherung vor schwierigen Wetterbedingungen gewarnt wurde.

## Verbleib der Maschine
Die Maschine blieb bei dem Zwischenfall äußerlich unbeschädigt, allerdings wurde sie im Kabinenbereich erheblich beschädigt. Das Flugzeug wurde repariert und weiter durch die Indian Airlines betrieben. Ab dem 12. Januar 1996 war die Maschine an die Blue Dart Aviation verleast. Das Flugzeug wurde anschließend zur Frachtmaschine umgebaut und als solche weiterbetrieben. Ab Dezember 1998 war die ICICI Ltd. Eigentümer der Maschine und verleaste diese an die Blue Dart Aviation. Am 8. August 2001 wurde das Flugzeug auf das neue Luftfahrzeugkennzeichen VT-BDJ umregistriert und mit dem neuen Taufnamen Vision II durch die Blue Dart Aviation betrieben. Im Jahr 2008 wurde die Boeing schließlich außer Betrieb genommen und an das Hindustan Institute of Technology & Science Chennai übergeben.